# Cleora kalisi
Cleora kalisi là một loài bướm đêm trong họ Geometridae.